# マイケル・ハーバーマン
マイケル・ハーバーマン（Michael Habermann、1950年 - ）はフランス・パリ出身のピアニスト。ピーボディ音楽院の教授である。

## 略歴
イギリス＝パーシ人作曲家カイホスルー・シャプルジ・ソラブジの作品研究に優れ、彼の演奏による5曲の世界初録音はいずれも高い評価を得て、作曲者自身も完全に満足していた。1979年、ソラブジから100ページに渡る「金鶏変奏曲」を献呈されたが、初演と再演のどちらにも関っていない。学位論文のテーマもソラブジであった。こんにちハーバーマンはソラブジの音楽に深く関与している。1977年にニューヨークデビューを果たして以来、数多くの演奏活動を行っている。彼のリサイタルはボイス・オブ・アメリカとナショナル・パブリック・ラジオで放送された。
彼のレパートリーは厖大で、あらゆる時代の作品に及ぶが極度の前衛作品には趣味上の問題により手を触れていない。これまでに、アルフレード・カセッラ、カルロス・チャベス、ピーター・ラシーン・フリッカー、クリストバル・アルフテル、ケネス・レイトン、マヌエル・ポンセ、ヴィットリオ・リエティ、シルヴェストレ、ソラブジ、スピアーをはじめとする20世紀の諸作品を初演。ユージーン・グリックマンのピアノとパーカッションの為の協奏曲の世界初演では独奏を務めた。最近では、ポルトガルの作曲家 Alexandre Rey Colaço のアルバムを録音している。
現在、ハーバーマンはアメリカ合衆国に居を構えている。これまでに、カナダ（1957年 - 62年）、メキシコ（1962年 - 72年）で生活しており、流暢なフランス語とスペイン語を使いこなす。フェルディナンド・ライリス、ヒルデ・ゾマー、カルロス・バスケスにピアノを師事した。1979年にロング・アイランド大学で作曲の修士号を取得。1985年にジョンズ・ホプキンス大学ピーボディ音楽院で博士号を取得した。近年の著作に、デヴィッド・デュバル編によるヴラディーミル・ホロヴィッツ関する本の一章、及びポール・ラパポート編による Sorabji: A Critical Celebration の一章がある。
教育者としての彼は、個人や団体レッスンを教え、対象も子供から大人に至るまで幅広い。モーガン州立大学及びタウソン州立大学にて学位志望者の教育も行っている。また、ピーボディ・エルダーホステル Peabody Elderhostel の講師でもあり、ピアノコンクールの人気審査員でもある。器楽曲、声楽曲、ピアノ曲の作曲も行っている。また、これまでに多くのピアノ編曲作品を書いた。

## 名演
彼の名を決定的にしたのはソラブジが編曲したショパンの子犬のワルツによるパスティッシュである。世界初演こそ別人に奪われたが、ソラブジが絶賛した録音を凌ぐ演奏は未だに現れていない。途中でアレグロであるにもかかわらず、右手のポジションが全て異なる和音の連続をインテンポで弾ききる超人芸を披露する。現代のピアニストですら、この部分でテンポがどうしても落ちる。